# العلاقات الشمال مقدونية الليختنشتانية
العلاقات الشمال مقدونية الليختنشتانية هي العلاقات الثنائية التي تجمع بين شمال مقدونيا وليختنشتاين.

## مقارنة بين البلدين
هذه مقارنة عامة ومرجعية للدولتين:
| وجه المقارنة                                              | شمال مقدونيا                                               | ليختنشتاين                                 |
| --------------------------------------------------------- | ---------------------------------------------------------- | ------------------------------------------ |
| المساحة (كم2)                                             | 25.71 ألف                                                  | 16                                         |
| عدد السكان (نسمة)                                         | 2.08 مليون                                                 | 37.47 ألف                                  |
| الكثافة السكانية (ن./كم²)                                 | 80.9                                                       | 234.19 ألف                                 |
| العاصمة                                                   | إسكوبية                                                    | فادوتس                                     |
| اللغة الرسمية                                             | اللغة المقدونية، اللغة الألبانية                           | اللغة الألمانية                            |
| العملة                                                    | دينار مقدوني                                               | فرنك سويسري                                |
| الناتج المحلي الإجمالي (بليون دولار)                      | 11.34 مليار                                                | 6.29 مليار                                 |
| الناتج المحلي الإجمالي (تعادل القوة الشرائية) بليون دولار | 29.26 مليار                                                |                                            |
| الناتج المحلي الإجمالي الاسمي للفرد دولار أمريكي          | 4.85 ألف                                                   |                                            |
| الناتج المحلي الإجمالي للفرد دولار أمريكي                 | 16.25 ألف                                                  |                                            |
| مؤشر التنمية البشرية                                      | 0.747                                                      | 0.908                                      |
| رمز المكالمات الدولي                                      | +389                                                       | +423                                       |
| رمز الإنترنت                                              | .mk                                                        | .li                                        |
| المنطقة الزمنية                                           | توقيت وسط أوروبا، ت ع م+01:00، ت ع م+02:00، أوروبا/سكوبيه ‏ | توقيت وسط أوروبا، ت ع م+01:00، ت ع م+02:00 |

## منظمات دولية مشتركة
يشترك البلدان في عضوية مجموعة من المنظمات الدولية، منها:
| علم المنظمة | اسم المنظمة                    | تاريخ انضمام شمال مقدونيا | تاريخ انضمام ليختنشتاين |
| ----------- | ------------------------------ | ------------------------- | ----------------------- |
|             | الاتحاد البريدي العالمي        | ?                         | ?                       |
|             | منظمة حظر الأسلحة الكيميائية   | ?                         | ?                       |
|             | منظمة التجارة العالمية         | ?                         | ?                       |
|             | الأمم المتحدة                  | 8 أبريل 1993              | 18 سبتمبر 1990          |
|             | منظمة الشرطة الجنائية الدولية  | ?                         | ?                       |
|             | الاتحاد الدولي للاتصالات       | 4 مايو 1993               | 25 يوليو 1963           |
|             | مجلس أوروبا                    | ?                         | ?                       |
|             | منظمة الأمن والتعاون في أوروبا | 12 أكتوبر 1995            | 25 يونيو 1973           |